# Décentralisation au Sénégal
La décentralisation au Sénégal est une forme d’organisation administrative par l’Etat et transfère des pouvoirs à des entités dotées d’une personnalité juridique et d’une autonomie financière. Elle  se définit par un ensemble de  réformes institutionnelles qui consiste à renforcer les pouvoirs, les capacités de participation des populations  à l’effort de développement et à les impliquer à la résolution des problèmes de leur localité vis-à-vis du pouvoir exécutif dans la gouvernance locale. Son objectif est le développement territorial des localités sénégalaises .

## Début de la décentralisation: naissance des réformes
Le processus de décentralisation au Sénégal connait plusieurs mutations par l'institution de réformes depuis l'indépendance jusqu'à nos jours  à savoir : la réforme de 1972, la réforme de 1996 et  la réforme de 2013.

### Réforme de 1972
Dans le courant  du XIXe siècle sous la colonisation française, une forme limitée de décentralisation est introduite dans les quatre communes de plein exercice : Saint-Louis, Dakar, Gorée et Rufisque où ces dernières bénéficient  d’un statut particulier leur permettant d’élire des conseils municipaux et des maires. Cette forme est renommée comme étant le processus de communalisation car elle ne peut pas être considérée comme une étape de décentralisation en raison de la présence coloniale,.
C'est après l'adoption du Code de l’Administration Communale en 1966, que la première réforme est institutionnalisée le  19 avril 1972 par la loi 75-25 posant l’acte précurseur de libertés locales plus affirmées, avec la création des communautés rurales, la promotion de la déconcentration et la régionalisation du plan . Cette dernière introduit la décentralisation en milieu rural . Elle est dénommée : «acte 1 » se caractérise par :
- un renforcement des pouvoirs des autorités administratives déconcentrées : gouverneurs, préfets et sous-préfets qui sont dans leurs circonscriptions administratives respectives, les délégués du Président de la République et les représentants des ministres ;
- le renforcement des pouvoirs d’intervention des communes dans le domaine économique ;
- l’institution des communes à statut spécial dans les capitales régionales avec le bicéphalisme : Président du conseil municipal et administrateur municipal ;
- la création de communautés rurales qui constitue un des actes les plus importants par lequel la décentralisation a atteint le monde rural.
Par la Loi n° 75-25 du 19 avril 1972, la carte administrative du Sénégal  prend forme (départements et arrondissements) et les communautés rurales sont érigées en collectivités locales .

### Réforme de 1996
Dans le souci de répondre  au besoin de démocratisation des systèmes de gouvernance et  avec l’avènement des politiques d’ajustement structurel, la réforme de 1996 voit le jour afin d’accroître la proximité de l’Etat et la responsabilité des collectivités locales. Elle consacre la régionalisation, avec notamment l’érection de la région en collectivité locale, la création des communes d’arrondissement, le transfert aux collectivités locales de compétences dans neuf domaines, l’institution, comme principe, du contrôle de légalité a posteriori et la libre administration des collectivités locales.
Elle est institutionnalisée le 22 mars 1996 par la Loi n° 96-06 portant code des collectivités locales. Elle est le résultat de plusieurs dates significatives à savoir :
-  en 1960, le statut de commune de plein exercice est élargi à toutes les communes ; 
- en 1966, le Code de l’Administration communale est promulgué par la loi n° 66-64 du 30 juin 1966, réunissant en un texte de référence unique, les différentes lois qui régissaient l’institution communale ; 
- en 1972, la loi n° 72-25 du 25 avril 1972 crée les communautés rurales ; 
en 1990 enfin, la loi n° 90-35 du 8 octobre 1990 modifie à nouveau le Code de l’Administration communale et verse les communes à statut spécial dans le droit commun, la loi n° 90-37 du 8 octobre 1990 retire la gestion des communautés rurales aux sous-préfets et la remet entre les mains des présidents de conseils ruraux.